# Re-Murped!
RE-MURPED! – pierwszy remix album zespołu Hey wydany w 2010 roku zawierający remixy prawie wszystkich piosenek z albumu Miłość! Uwaga! Ratunku! Pomocy! poza "Umieraj stąd".

## Lista utworów
| CD 1 | CD 1                                             | CD 1    |
| Nr   | Tytuł utworu                                     | Długość |
| ---- | ------------------------------------------------ | ------- |
| 1.   | „Vanitas” (Bueno Bros Remix)                     |         |
| 2.   | „Piersi ćwierć” (Gitbit Papilot Remix)           |         |
| 3.   | „Chiński urzędnik państwowy” (Bueno Bros Remix)  |         |
| 4.   | „Miłość! Uwaga! Ratunku! Pomocy!” (Smolik Remix) |         |
| 5.   | „Stygnę” (Bueno Bros Remix)                      |         |
| 6.   | „Boję się o nas” (Loco Star Remix)               |         |
| 7.   | „Kto tam? Kto jest w środku?” (Bueno Bros Remix) |         |
| 8.   | „Nie więcej...” (Rawski Remix)                   |         |

| CD 2 | CD 2                                                     | CD 2    |
| Nr   | Tytuł utworu                                             | Długość |
| ---- | -------------------------------------------------------- | ------- |
| 1.   | „Vanitas” (Mosqitoo Remix)                               |         |
| 2.   | „Piersi ćwierć” (Fox Remix)                              |         |
| 3.   | „Miłość! Uwaga! Ratunku! Pomocy!” (Agim Dżeljilji Remix) |         |
| 4.   | „Nie więcej...” (Pablo Krawczyk Remix)                   |         |
| 5.   | „Miłość! Uwaga! Ratunku! Pomocy!” (Plastic Remix)        |         |
| 6.   | „Stygnę” (Pablo Krawczyk Remix)                          |         |
| 7.   | „Boję się o nas” (Bueno Bros Remix)                      |         |
| 8.   | „Kto tam? Kto jest w środku?” (Boya Chile Remix)         |         |
| 9.   | „Nie więcej...” (Gienia Remix)                           |         |
| 10.  | „Faza Delta” (Marcin Bors Remix)                         |         |

## Twórcy
- Katarzyna Nosowska – śpiew, słowa
- Marcin Żabiełowicz – gitara
- Paweł Krawczyk – gitara
- Jacek Chrzanowski – gitara basowa
- Robert Ligiewicz – perkusja
- Marcin Bors – produkcja muzyczna, realizacja
- Maciej Moruś – okładka, oprawa graficzna